# Kulometná pistole vz. 38
Kulometná pistole vz. 38 je dobový název pro samopal vytvořený pro československou armádu před druhou světovou válkou. Termín samopal se začal používat až po druhé světové válce.

## Vývoj
Zbraň zkonstruoval František Myška z České zbrojovky Strakonice na popud Vojenského technického a leteckého ústavu z března 1935. Ačkoli armáda měla již v minulosti možnost zkoušet různé samopaly, nerozhodla se zavést tento typ zbraně do výzbroje. Hlavní překážkou byl jednak převládající názor ve vedení armády, kde měli za to, že vojáci vyzbrojení samopalem budou zbytečně plýtvat municí, dalším důvodem byl údajně nízký výkon pistolového náboje. V prosinci 1937 proběhlo několik armádních zkoušek vývojových verzí předložených zbrojovkou Strakonice. Začátkem roku 1938, projevilo Ředitelství opevňovacích prací zájem o tyto zbraně pro opevnění.
Samopal měl být použit především v lehkých objektech vz. 37 v členitém terénu které od sebe nebyly vzdáleny více než 100 metrů. Při střelbě na takto krátké vzdálenosti bylo využití lehkého kulometu neekonomické, navíc se s podstatně menším samopalem ve střílně lépe manipuluje a má větší kapacitu zásobníku. Zbraň měla být pravděpodobně použita i v těžkém opevnění ve střílně na obranu vchodu. O novou zbraň projevilo zájem i jezdectvo a dělostřelectvo, z rozpočtových důvodů ale nemohly zbraně objednat. Kulometná pistole měla nízkou výrobní cenu, která činila 560 Kč. To znamená, že za cenu jednoho lehkého kulometu vz. 26 se daly pořídit čtyři samopaly.

## Konstrukce
Zbraň má jednoduchý dynamický závěr s pevným úderníkem a střílí z otevřeného závěru. Zbraň mohla střílet pouze dávkou a nebyla vybavena jinou pojistkou, než bezpečnostním ozubem na pouzdře záveru, kam zapadalala napínací páka závěru. Hlaveň je upevněna v pouzdře závěru převlečnou maticí. K zbrani se měl dodávat nástavec na odpad nábojnic, který osměřoval vystřelené nábojnice směrem dolů a doprava. Pro uchycení KP 38 do lafety vz. 38 v lehkém opevnění se měla zbraň přichytit pomocí předního lůžka, které se upevňovalo na zbraní těsně za muškou do vyfrézovaných drážek na hlavni a zadního lůžka, které se instalovalo mezi zásobník a pažbu.